# Pêche au carrelet
Pour les articles homonymes, voir Pêche et Carrelet.
Ne doit pas être confondu avec carrelet (Pleuronectes platessa)
La pêche au carrelet est une méthode de pêche traditionnelle utilisant un carrelet, filet de pêche horizontal mis à l'eau à partir d'un bateau de pêche, d'un ponton ou d'une pêcherie sur pilotis, elle même nommée carrelet. La pêche au carrelet sur la côte atlantique française est une pratique inscrite à l'inventaire du patrimoine culturel immatériel en France depuis 2021.

## Histoire

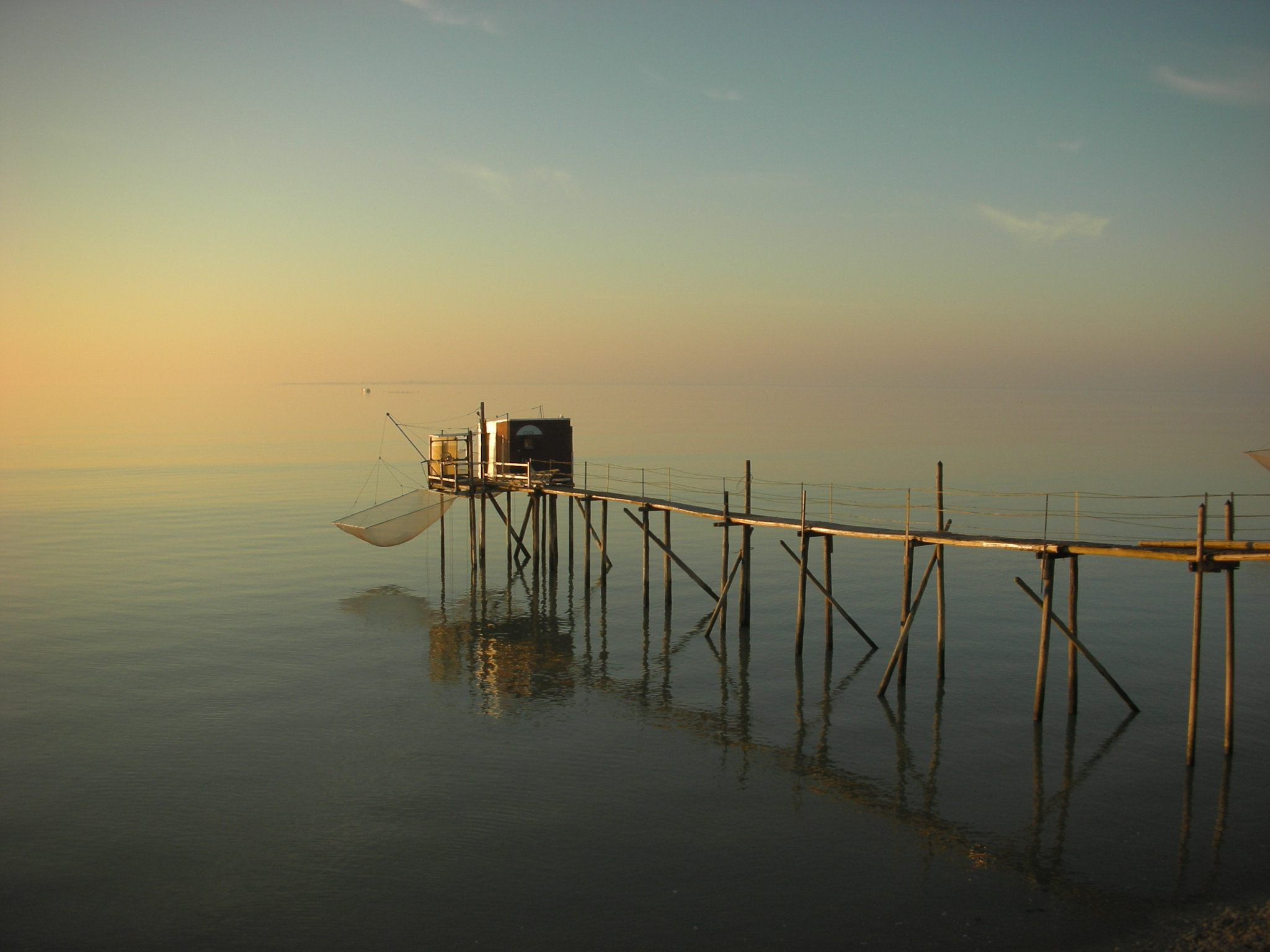
Esnandes en Charente-Maritime.

Cette technique de pêche traditionnelle à base de filet de levage (en) (ou d'épuisette géante) fixe ou relevable, est une pratique ancestrale répandue dans divers pays du monde. Les cabanes sur pilotis de berge adaptées aux variations de marées (qui rappellent les cités lacustres du Néolithique, ou des cabanes d'ostréiculture et de mytiliculture) se développent à partir du XIXe siècle sur la côte atlantique française, pour devenir un de ses emblèmes,,.

## Géographie française

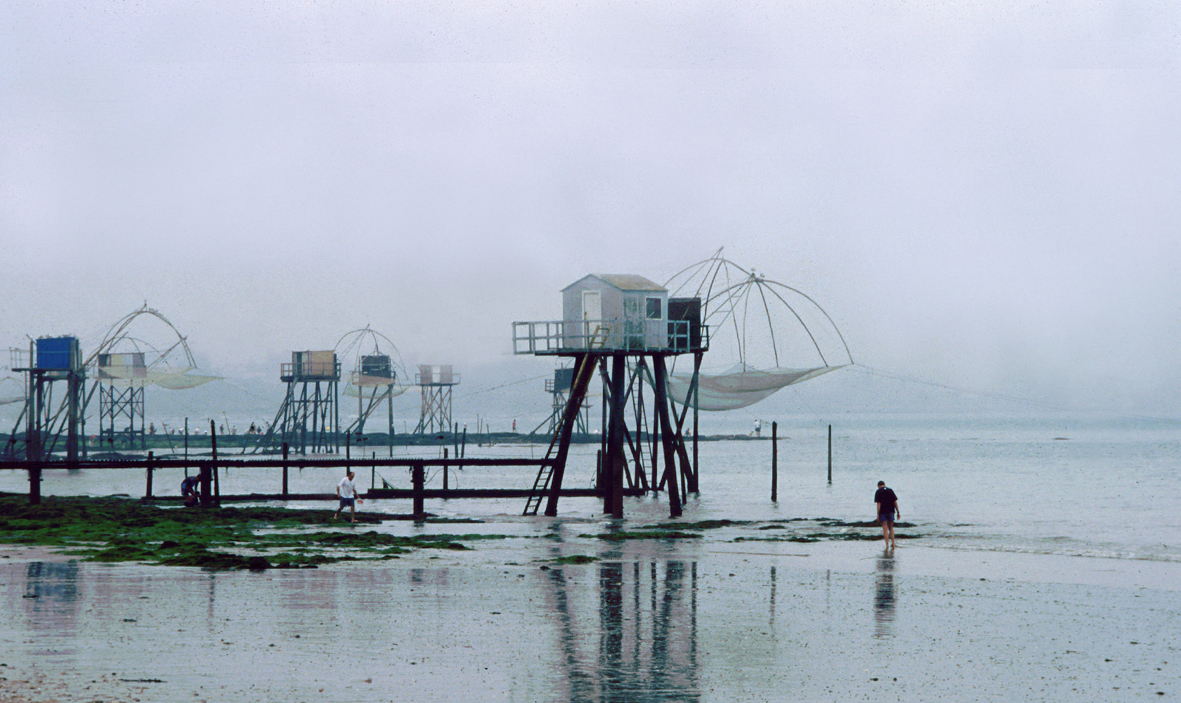
Pornic en Loire-Atlantique.

La technique de pêche au carrelet est répandue en France sur les zones côtières maritimes de la côte atlantique française, et dans ses estuaires de la Loire, de la Charente et de la Gironde. Elle est réglementée par la loi littoral de construction de ponton sur le domaine public maritime français.

## Appellations
Le carrelet désigne autant le filet que l'ensemble cabane sur pilotis-filet. En Vendée et en Loire-Atlantique, les installations de pêche au carrelet sont appelées des pêcheries. En Charente-Maritime les autochtones utilisent plutôt le terme de ponton (sous-entendu « ponton de pêche au carrelet ») pour désigner ces installations, mais avec l'évolution du langage, c'est le nom de carrelet qui est improprement utilisé actuellement pour désigner l'ensemble de l'installation de pêche, ce qui entraîne une certaine confusion (le carrelet étant à l'origine uniquement le filet).

Quelques cabanes de pêche au carrelet
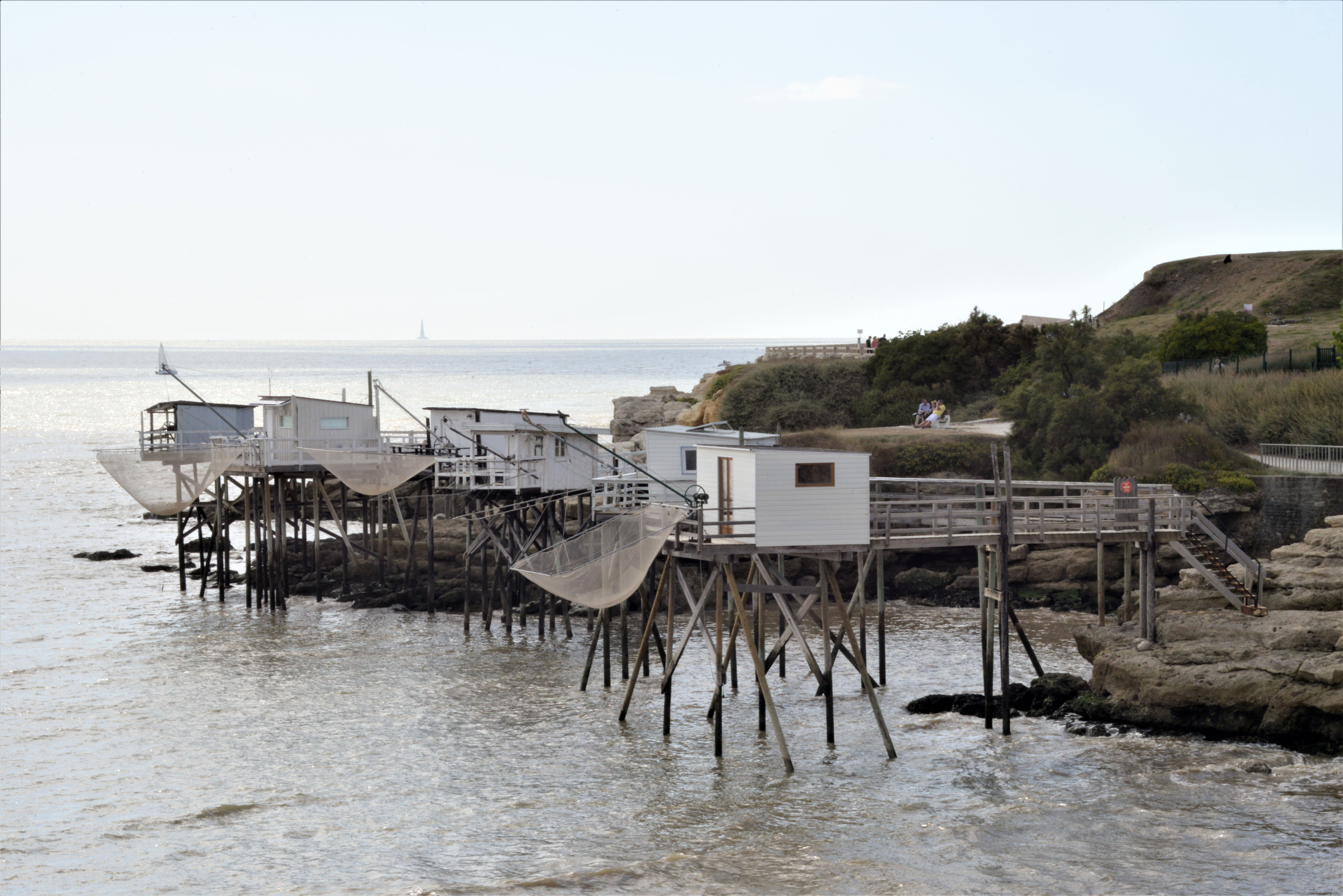
Royan en Charente-Maritime.
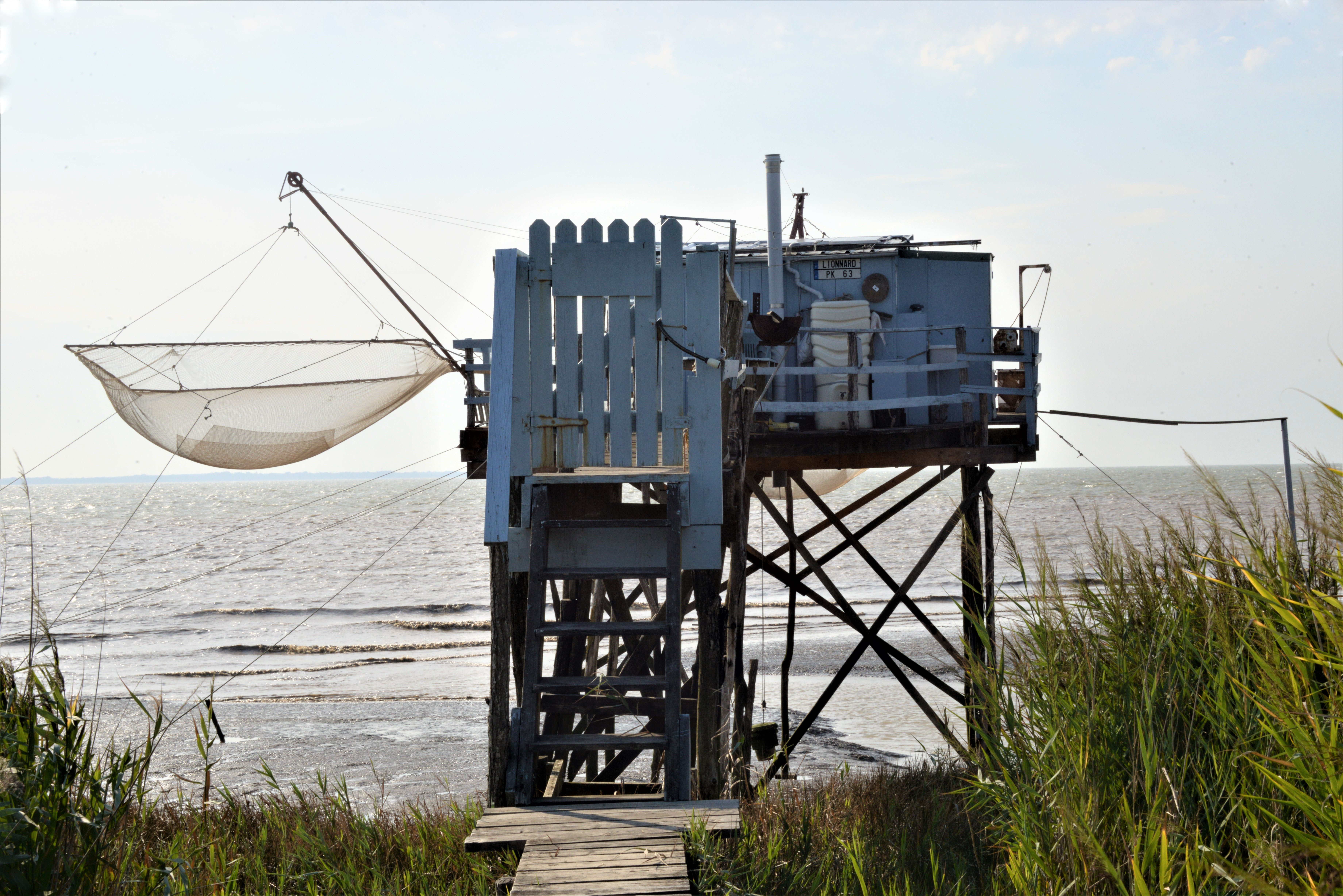
Saint-Sorlin-de-Conac.
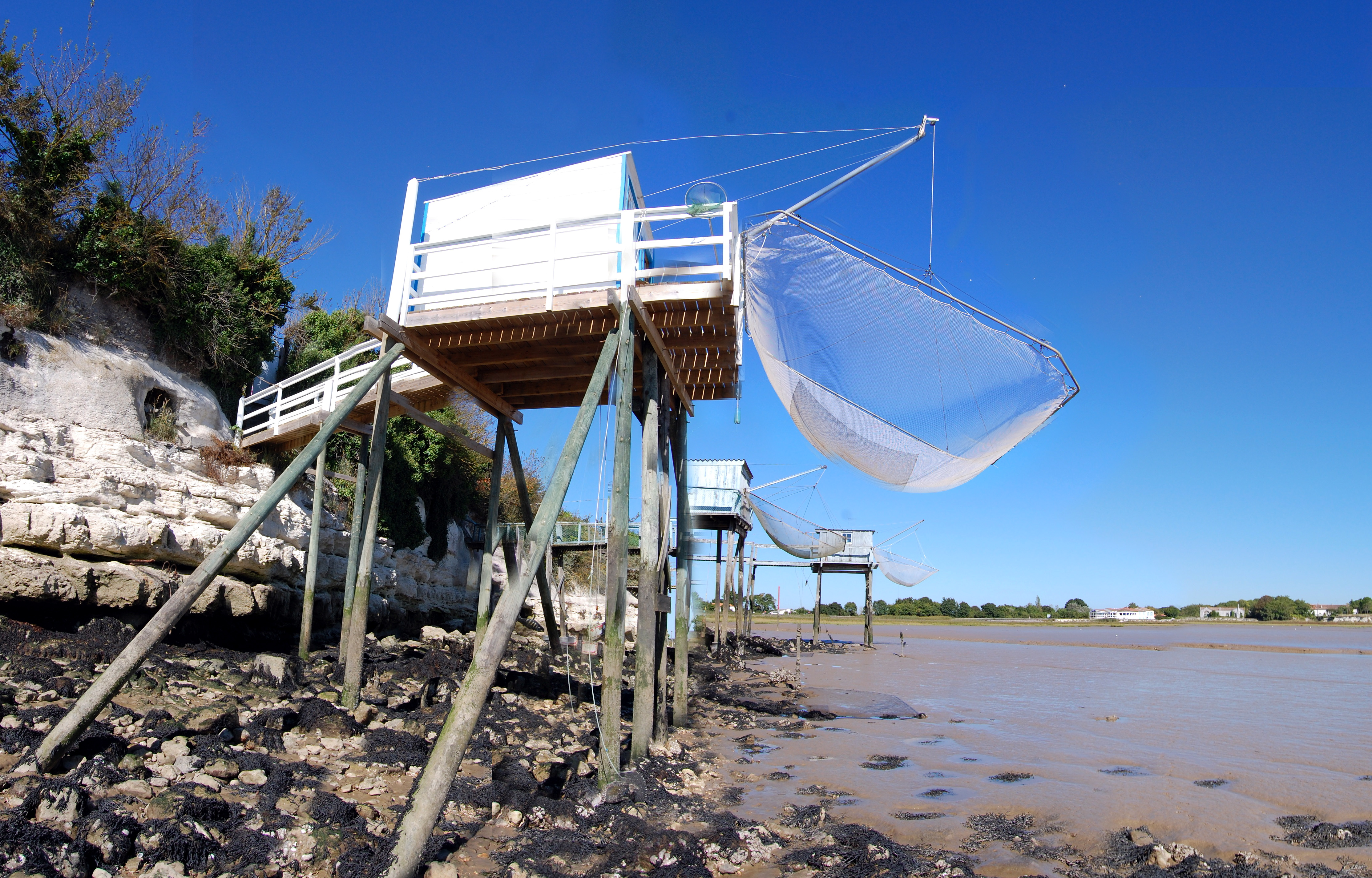
Talmont-sur-Gironde.
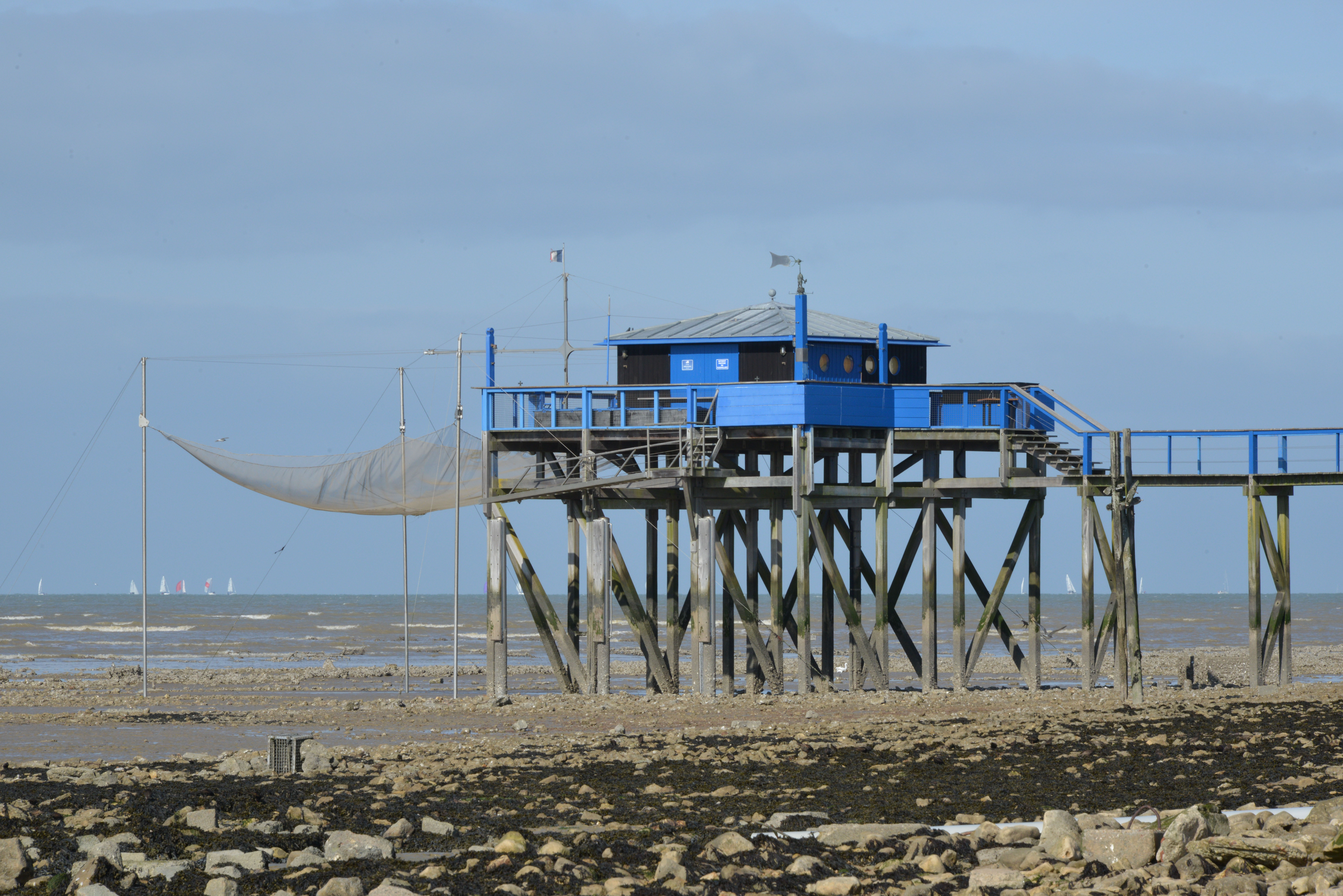
Aytré.
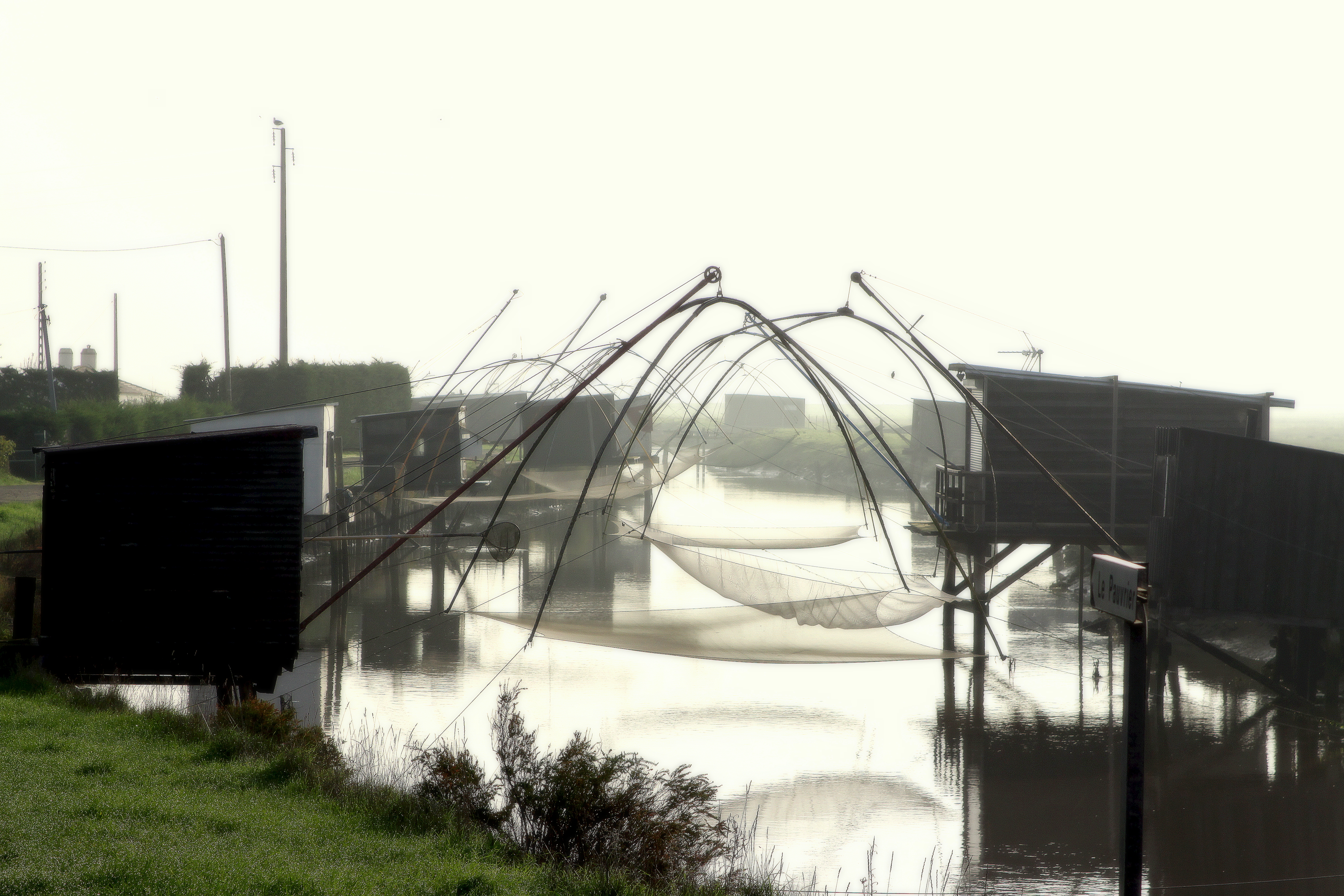
Vendée.
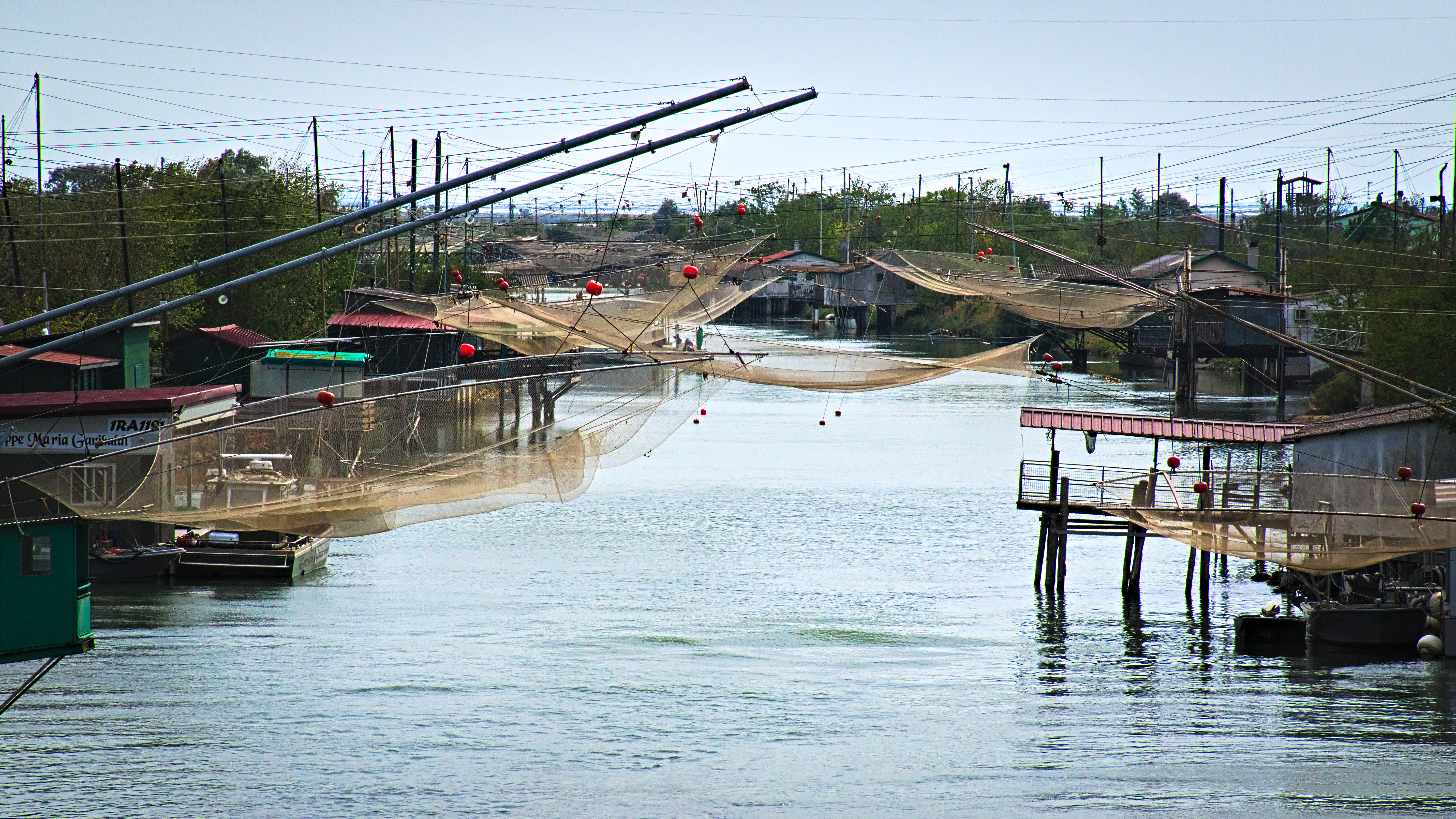
Porto Garibaldi en Émilie-Romagne (Italie).
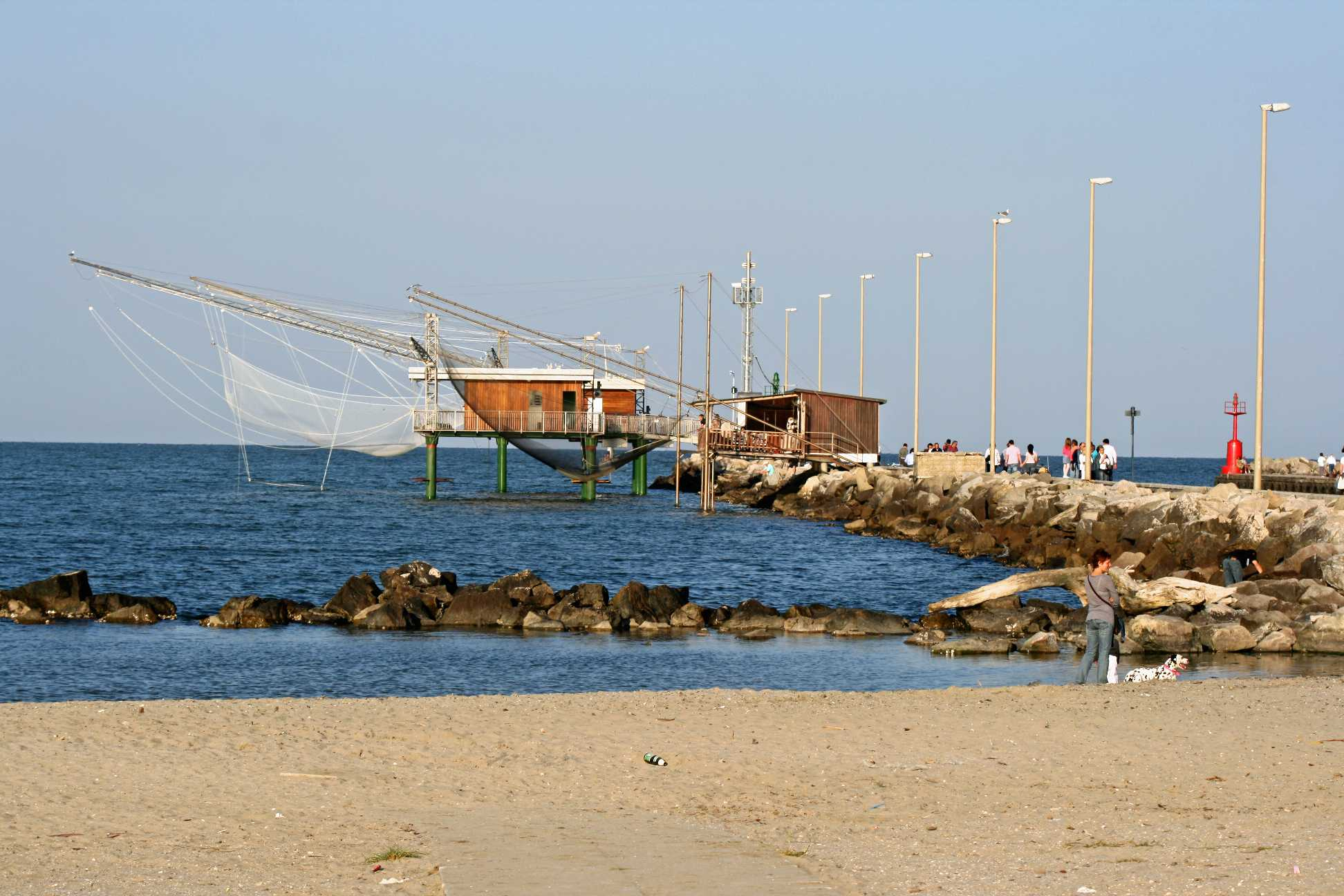
Émilie-Romagne (Italie).
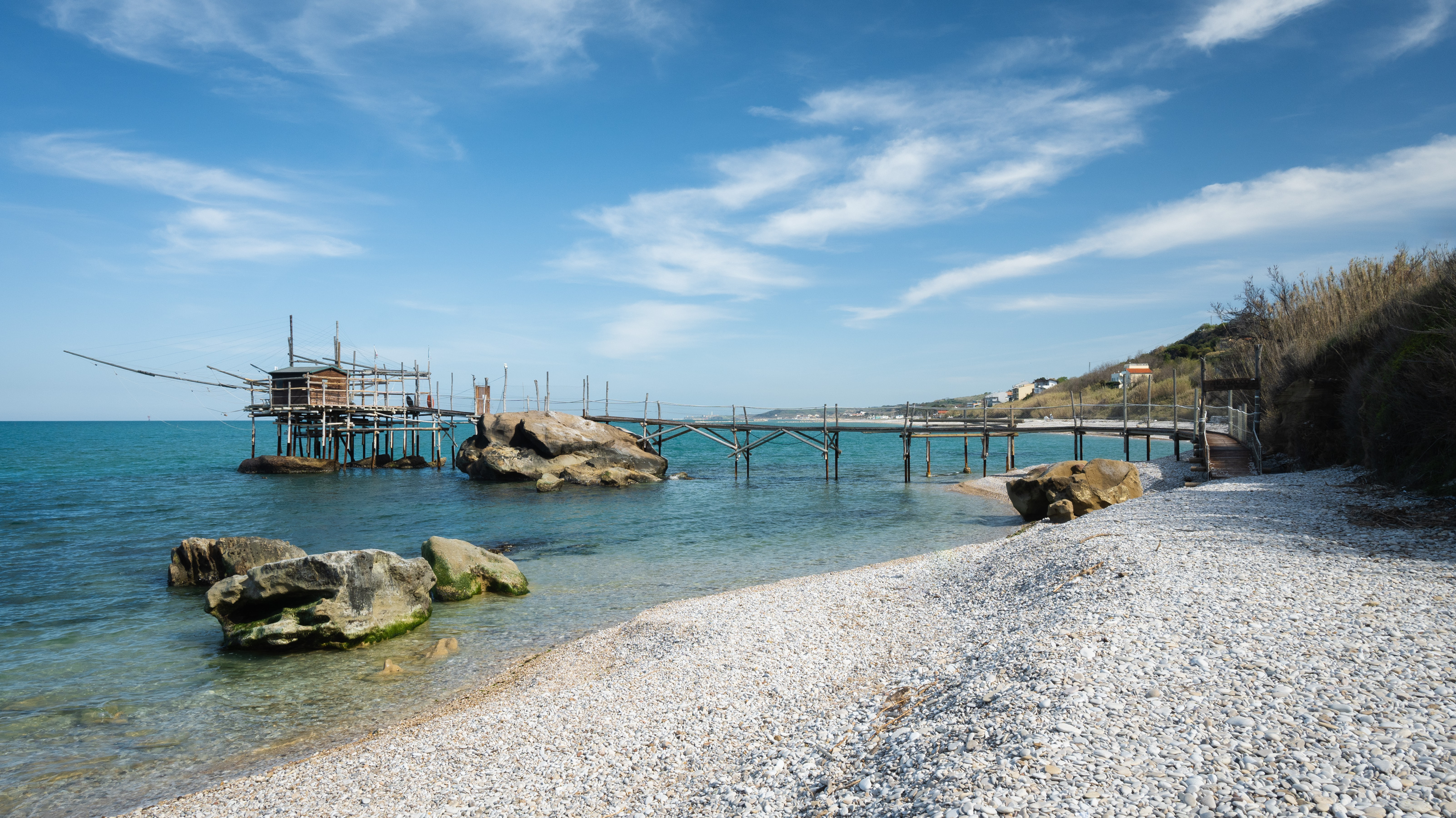
Abruzzes (Italie).
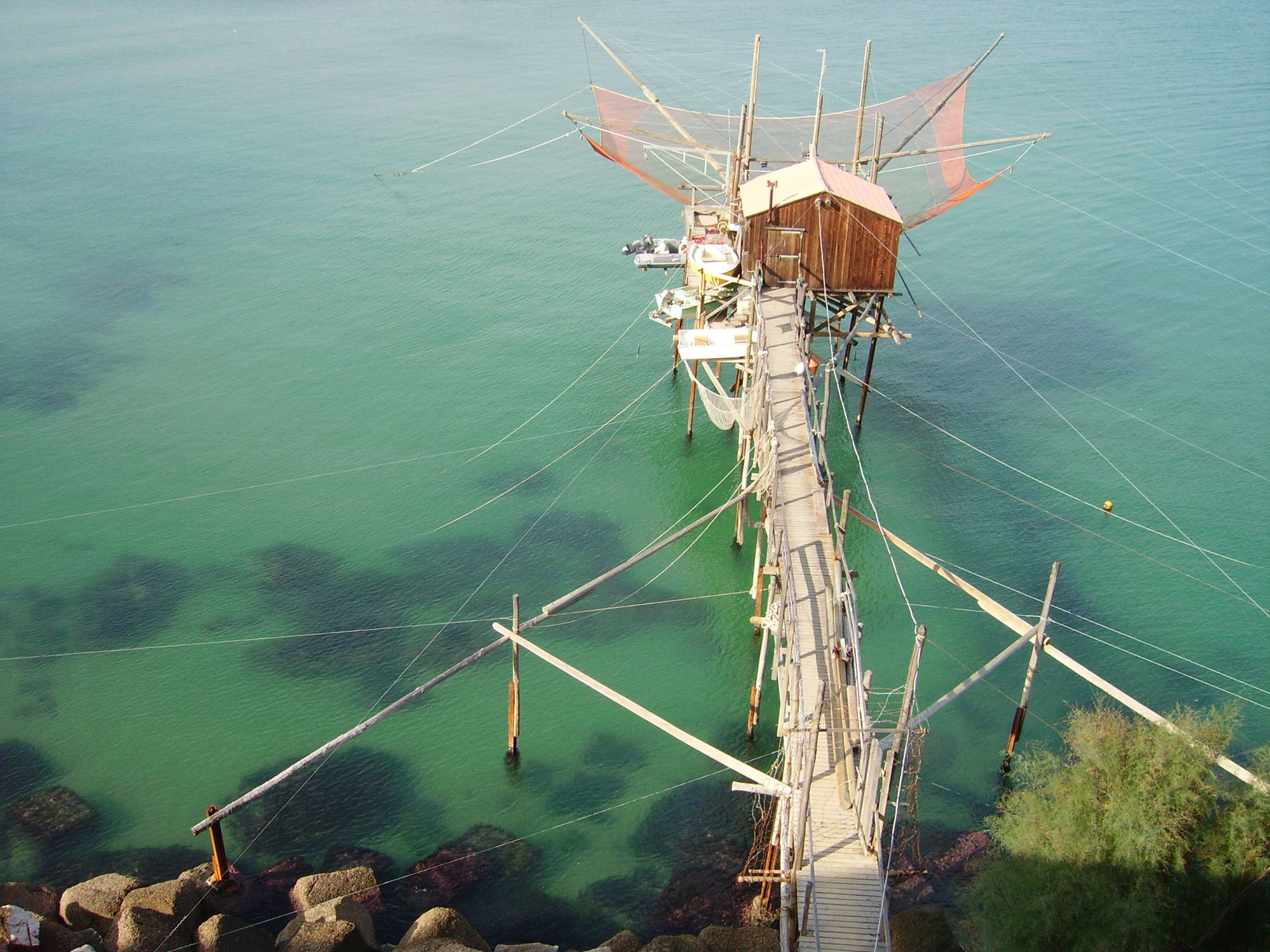
Mer Adriatique (Italie).

En Émilie-Romagne (Italie), ce type de pêche à la balance existe également sous le nom de padellone, ou bilancioni, ou encore trabucco (it).

## Techniques

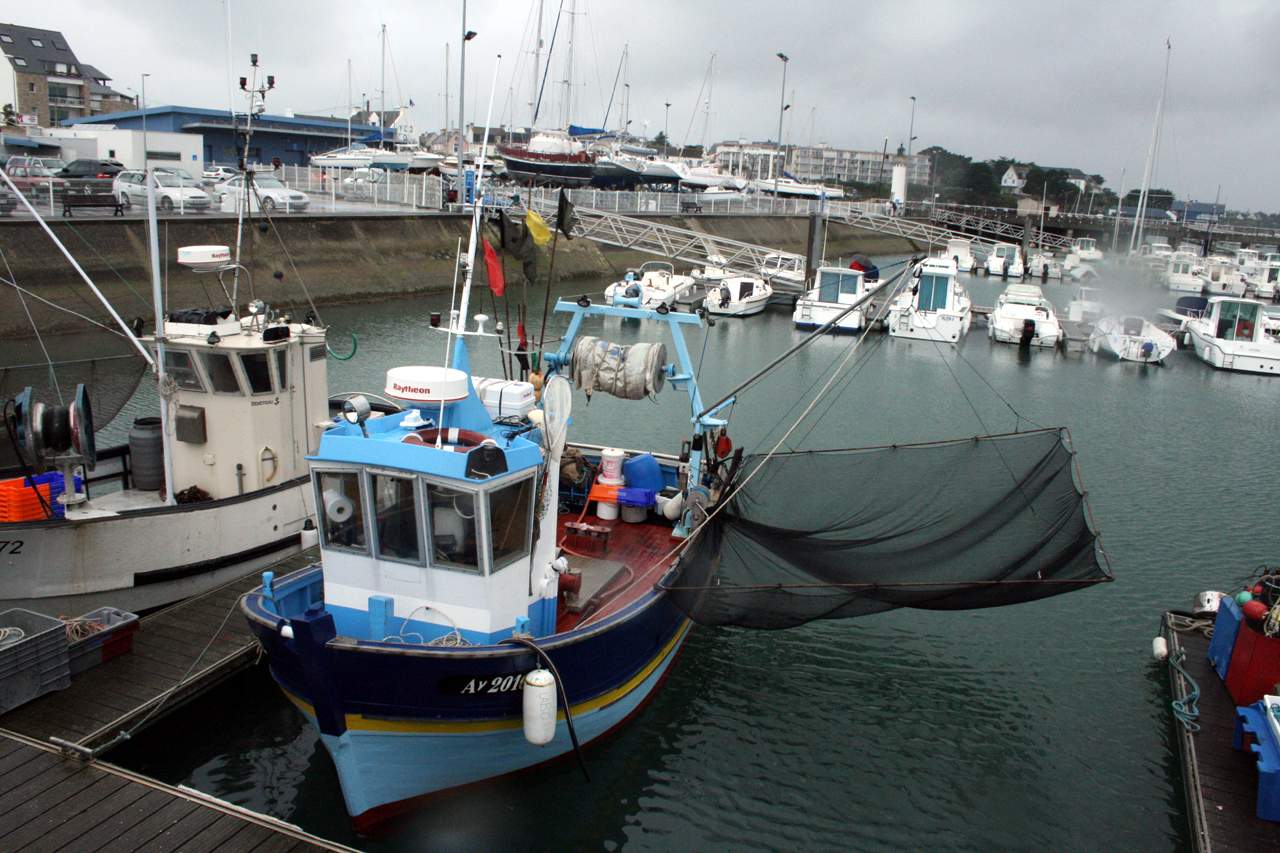
Bateau de pêche au carrelet de Quiberon dans le Morbihan en Bretagne.

Le carrelet est un filet de pêche carré ou rond horizontal, d'une superficie de quelques mètres carrés, tendu sur une armature plane, et descendu horizontalement (avec ou sans appât « boëtte » au centre) au moyen d’un treuil depuis un ponton de berge, élevé et avancé sur la mer, adapté aux variations de marées, et sur lequel est généralement construit une cabane de pêche. Après quelques minutes d'attente, pour dissipation du trouble causé par la descente, le filet est remonté assez rapidement pour tenter d'emprisonner les poissons qui se trouvent entre lui et la surface.

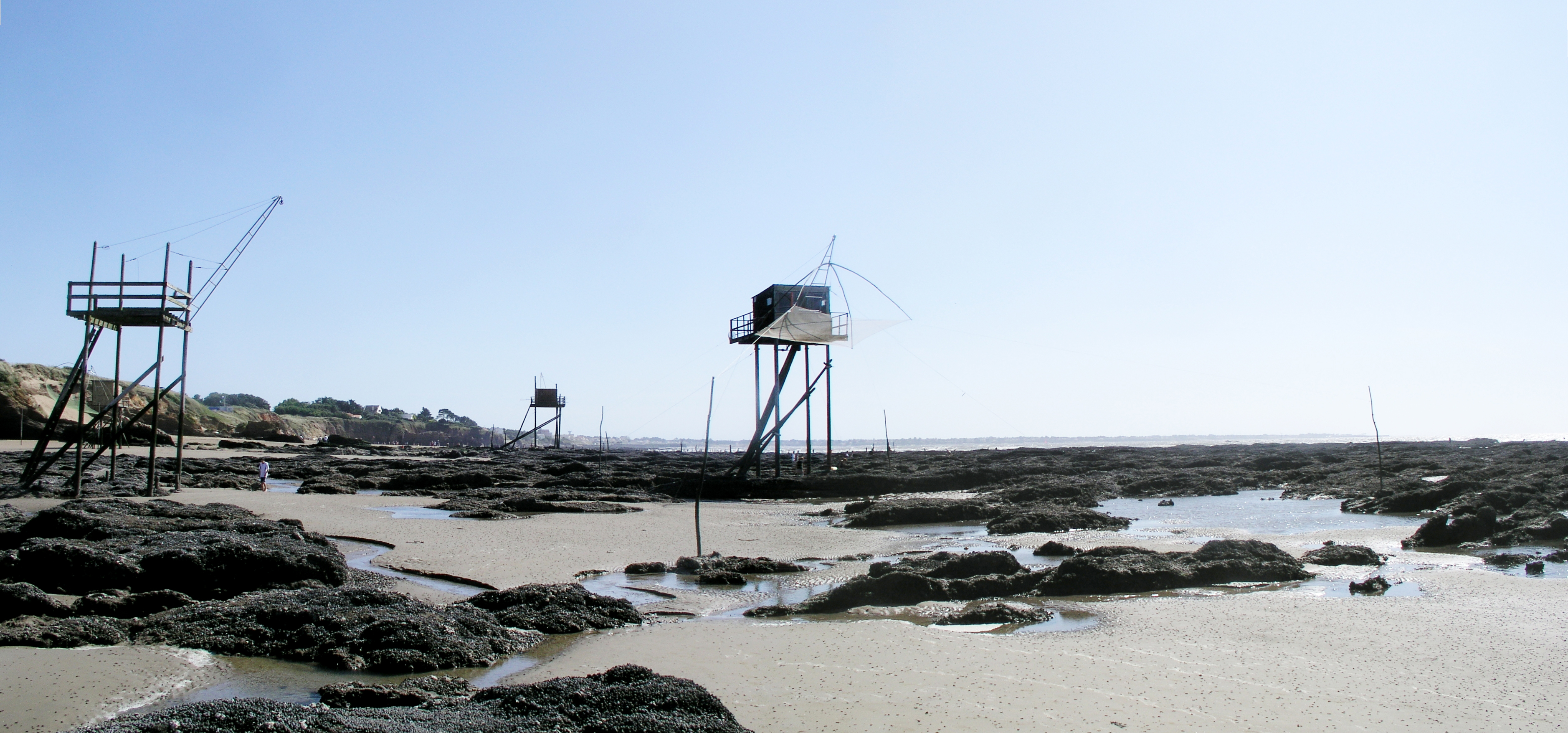
Pêcheries de la Roussellerie à Saint-Brevin-les-Pins (Loire-Atlantique).

Cette pêche peut être également pratiquée en amateur soit avec de petits filets ronds (< 1 m2) appelés balances, simplement remontés à la main, souvent le long des quais des ports, soit avec des filets un peu plus grands, manœuvrés par un treuil rudimentaire accroché le temps de la partie de pêche à la rambarde d'un pont.

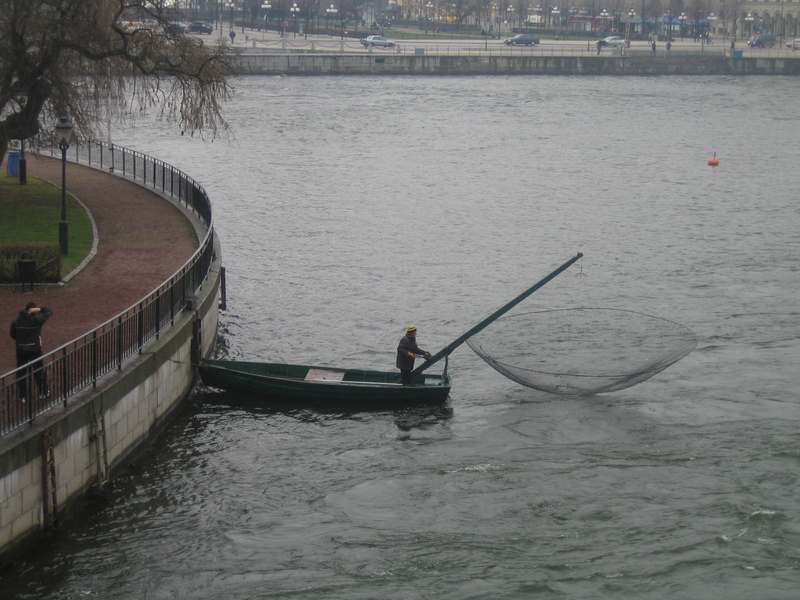
Pêche au carrelet sur une barque du Norrström de Stockholm en Suède.

Il existe aussi le carrelet portable toujours munis d'un filet avec corde, poulie et bras métallique ou en bois comportant à sa base un support et un cordage pour pêcher depuis un surplomb rocheux que l'on accroche à une pierre. On relève le filet en tirant sur une corde fixée au cadre du filet. L'appât est constitué de moules écrasées et mélangées à du sable que l'on jette au milieu du filet quand celui-ci est descendu. Dans divers régions du monde, des formes de carrelets fixes peuvent également prendre du poisson avec les effets naturels de variations de marées.

## Espèces pêchées
Dans l'estuaire de la Loire, les espèces les plus couramment pêchées sont, par ordre alphabétique, l'aiguillette, l'anchois, l'anguille, le bar commun, le chinchard, le congre, la crevette, le lieu jaune, le lieu noir, le merlan, le merlu, le mulet, la plie, le prat ou sardine, la sole.

## Tempêtes
Sur 600 installations de pêche au carrelet détruites par la tempête Martin de décembre 1999, 450 installations charentaises ont pu être reconstruites en respectant certaines directives « tout bois, toit en tôle possible ». De nombreuses installations furent à nouveau détruites pendant la tempête Xynthia du 26 février 2010.